# Карл Теодор
Карл Филипп Теодор (нем. Karl Philipp Theodor; 11 декабря 1724[…], Дрогенбос, Австрийские Нидерланды — 16 февраля 1799[…], Нимфенбург) — герцог Юлих-Берга, курфюрст Пфальца с 1742 года (как Карл IV Теодор), по итогам войны за баварское наследство (с 1777 года) — курфюрст Баварии (как Карл II Теодор), сын Иоганна Кристиана Пфальц-Зульцбахского (1700—1733) и Марии Генриетты де ла Тур д’Овернь (1708—1728), наследницы маркграфства Бергенского (по линии матери, из дома Линей).
Типичный просвещённый монарх своего времени, Карл Теодор провёл 57 долгих лет своего правления в окружении фавориток и людей искусства, в пирах, охотах и театральных увеселениях. Он избегал войн и любил, когда его величали «князем мира».

## Биография
После смерти матери 4-летний Карл Теодор унаследовал маркграфство Берген-оп-Зом в Северном Брабанте. Через 5 лет умер его отец, и юный Карл Теодор стал пфальцграфом Зульцбахским. Будучи воспитан в Брабанте, на всю жизнь сохранил привязанность к этим местам.
После смерти Карла III Филиппа (последнего представителя нойбургской линии Виттельсбахов) на исходе 1742 года титул курфюрста перешёл в следующую по старшинству линию этого дома — зульцбахскую. Так Карл Теодор стал курфюрстом Пфальца под именем Карл IV. Подобно своему предшественнику, он был воспитан иезуитами и находился под влиянием духовников, но (в отличие от него) не навязывал католического исповедания протестантам. В молодости участвовал в масонском движении.
Более всего Карла Теодора занимало поддержание Мангейма на уровне других европейских столиц эпохи Просвещения. Он основал в Мангейме академии наук и изобразительных искусств, покровительствовал придворным музыкантам вроде аббата Фоглера, щедро одарял Вольтера и переписывался с ним, взял на службу его секретаря Коллини. На лето перебирался со своим двором из Мангеймского дворца в загородную Шветцингенскую резиденцию, где выстроил (до сих пор существующий) театр. Музыку его детям преподавал Моцарт, написавший по его заказу оперу «Идоменей».
Карл Теодор внимательно следил за театральными постановками и (уже после своего переезда в Мюнхен) поручил барону Дальбергу устройство театра в Мангейме. Премьера «Разбойников» молодого драматурга Шиллера (13 января 1782 г.), состоявшаяся благодаря кипучей энергии Иффланда, на время превратила Мангейм в театральную столицу Германии.
Вместе с титулом курфюрста к Карлу Теодору перешёл также титул герцога Юлиха и Берга. Свидетельство архитектурных вкусов Карла Теодора — миниатюрный дворец Бенрат, выстроенный им для проживания во время приездов в Юлих-Берг. В Дюссельдорфе он построил охотничий замок Ягерхоф и приступил к застройке района Карлштадт (названного его именем). Собранная им в Дюссельдорфе галерея старых мастеров слыла одной из лучших в Европе и, будучи перевезена в Мюнхен, легла в основу собрания Старой пинакотеки.
В 1777 году после смерти последнего представителя баварской линии Виттельсбахов Карл Теодор стал курфюрстом и герцогом Баварии (под именем Карл II) и переехал в Мюнхен, что спровоцировало т. н. картофельную войну. По Тешенскому миру 1779 года Карл II уступил Габсбургам долину Инна. Во главе своего правительства он поставил английского авантюриста — графа Румфорда, который, желая модернизировать отсталое государство, отменил многие религиозные празднования и процессии, чем навлёк гнев благочестивых баварцев. 
Устав от препирательств с баварцами, Карл Теодор подумывал о возвращении в Мангейм. С этой целью советниками курфюрста был разработан план воссоздания средневекового Бургундского королевства путём обмена Баварии на Австрийские Нидерланды, принадлежавшие Габсбургам. К 1785 году с Веной была достигнута соответствующая договорённость, однако планам Карла Теодора воспротивился его наследник, которого поддержал Фридрих II Прусский (см. Союз князей).
Карл Теодор был встревожен народными волнениями во Франции и ещё в 1785 г. объявил изменниками всех масонов и иллюминатов, навязав своим подданным строжайший клерикализм. В 1782 г. он принимал в Мюнхене папу Пия VI и пытался убедить его в необходимости переподчинить баварских епископов напрямую Ватикану.
В 1789 г. после года в Мангейме курфюрст неохотно вернулся в Мюнхен, где чувствовал себя иностранцем среди иностранцев. Последние годы его жизни были омрачены вторжением революционной французской армии в его владения. После обстрела Мюнхена он ретировался в Саксонию, где в сентябре 1796 г. объявил о своём выходе из войны. Фактически после этого не царствовал, передав бразды правления регентскому совету.
Похоронен в крипте Театинеркирхе в Мюнхене (сердце — в Альтэттингском аббатстве). В столице Баварии его именем названы центральная площадь и Карловы ворота. Именно Карлу Теодору баварская столица обязана высадкой Английского сада. В Гейдельберге ещё при жизни Карла Теодора ему был поставлен памятник на построенном им мосту (который также носит его имя).

## Браки и дети
В 1742 году Карл IV Теодор женился на своей двоюродной сестре Елизавете (1721—1794), дочери Иосифа Карла Зульцбахского. Их сын Франциск Луи Йозеф (1762) умер через день после рождения. После этого супруги жили в разных резиденциях и виделись редко, хотя Карл Теодор относился к жене уважительно и отвергал советы придворных развестись.
Лишь после смерти супруги 70-летний Карл Теодор, желая произвести законного наследника, женился на 18-летней Марии Леопольдине Австрийской-Эсте (1776—1848). Молодая супруга, однако, отказалась впустить курфюрста в спальню. Соответственно, детей в браке не было.
Карл Теодор оставил десяток отпрысков от связей с любовницами, среди которых наиболее известен князь фон Бретценгейм (1768—1823), получивший от отца в дар остров Линдау. Оба его сына не оставили потомства.

## Почести
- Член Лондонского королевского общества (1784)[5].